# Alexandre Alves
João José Alexandre Alves (Avis, 23 de Maio de 1947), é um empresário português. Fundou a antiga Fábrica Nacional de Ar Condicionado (FNAC) e foi investidor em retail parks.

## Biografia
Iniciou a sua vida empresarial desde o Processo Revolucionário em Curso (PREC), com ligações ao PCP. Integrou o grupo de trabalhadores que fez a reconversão revolucionária da empresa que mais tarde haveria de se chamar FNAC. Transformou a FNAC num grupo empresarial de quarenta e cinco empresas ligadas ao ar condicionado, imobiliário e distribuição. Envolveu-se nos media ao investir no jornal "O Europeu" e na rádio TSF.
Em 1992 Alexandre Alves candidatou-se a presidente do Sport Lisboa e Benfica. Nesse mesmo ano demitia-se da liderança do Grupo FNAC pouco antes desta apresentar falência.
Em 1993, funda o grupo Retail Parks Portugal (RPP), que investiu em parques de comércio a retalho em Leiria, Aveiro, Portimão e Santarém.
Alexandre Alves foi gerente da Capitalinvest, uma empresa com negócios relacionados com o ramo imobiliário, a qual foi declarada insolvente em 2010 pelo Tribunal de Comércio de Lisboa, alvo de um processo judicial.
É desde 2008 presidente da Renewable Power Projects Solar (RPP Solar), uma empresa que pretende instalar um conjunto de fabricas de painéis solares em Abrantes, em Portugal.

## Casamento e descendência
Casou com Maria Helena Lopes Silva de Carvalho com quem teve duas filhas.